# Leschères-sur-le-Blaiseron
Leschères-sur-le-Blaiseron é uma comuna francesa na região administrativa de Grande Leste, no departamento de Haute-Marne. Estende-se por uma área de 14,93 km². Em 2010 a comuna tinha 98 habitantes (densidade: 6,6 hab./km²).